# Кари (Минесота)
Кари (енгл. Currie) град је у америчкој савезној држави Минесота.

## Демографија
По попису из 2010. године број становника је 233, што је 8 (3,6%) становника више него 2000. године.
| Група             | 2000.       | 2010.       |
| Белци             | 222 (98,7%) | 229 (98,3%) |
| Афроамериканци    | 0 (0,0%)    | 0 (0,0%)    |
| Азијати           | 0 (0,0%)    | 0 (0,0%)    |
| Хиспаноамериканци | 2 (0,9%)    | 4 (1,7%)    |
| Укупно            | 225         | 233         |